# چیندا سوته‌می
چیندا سوته‌می (انگلیسی: Chinda Sutemi; ۱۹ ژانویهٔ ۱۸۵۷ – ۱۶ ژانویهٔ ۱۹۲۹) دیپلمات اهل ژاپن بود.